# مناهضة الرأسمالية
تصف مناهضة الرأسمالية مجموعة متنوعة من الحركات والأفكار والمواقف التي تعارض الرأسمالية. إن مناهضي الرأسمالية، بالمعنى الدقيق للكلمة، هم هؤلاء الأفراد الذين يرغبون في استبدال الرأسمالية تمامًا بنظام آخر.

## مذهب المحافظين والتقليديين
توجد أنواع من مذهب المحافظين لا تتفق مع الرأسمالية الليبرالية. وخصوصًا في قارة أوروبا، لم يرض العديد من المحافظين عن تأثير الرأسمالية على الثقافة والتقاليد. ويعترض المحافظون على عصر النهضة وعصر التنوير والثورة الأمريكية والثورة الفرنسية، وخصوصًا تطوير الليبرالية الفردية كنظرية سياسية، والطموح في أن تتمكن الممارسات الاجتماعية المؤسسية من الحفاظ على التدرجات الهرمية الاجتماعية التقليدية والممارسات والمؤسسات. ويوجد أيضًا اعتراض من مؤيد مبدأ الحماية المحافظ على أنواع بعينها من الرأسمالية الدولية.
كثيرًا ما يعارض المحافظون القدماء وغيرهم من مؤيدي الأيديولوجيات التقليدية أخلاقيات الرأسمالية وتأثيرها على المجتمع بوجه عام، والذين يرونه فسادًا واعتداءً على التقاليد والتدرجات الهرمية الاجتماعية الضرورية للنظام الاجتماعي. وتتداخل بعض هذه الأفكار مع الشيوعية الدينية. وتعتقد الجماعات ذات التوجه القومي أن جوانب الرأسمالية، مثل التجارة الحرة تتعدى على السيادة القومية، وأنه ينبغي حماية الصناعات المحلية والتقاليد القومية، وأن هذه الحماية أهم من أرباح الأعمال.

## النسوية الإيكولوجية
ينتقد مؤيدو النسوية الإيكولوجية الرأسمالية لتعريفها العالم الطبيعي على أنه مجرد مجموعة من الموارد المتاحة للاستغلال وإعادة التشكيل من أجل خدمة الأغراض والمصالح البشرية. بالإضافة إلى ذلك، فإنهم يرونها على أنها تضعف بشكل واضح العلاقة بين البشر وبعضهم البعض وبين العالم الطبيعي. ويتعامل مؤيدو النسوية الإيكولوجية مع الرأسمالية باعتبارها تركيبًا أبويًا «يستند إلى استعمار النساء والطبيعة وأناس آخرين».

## الفاشية
تتبنى الفاشية مواقف مختلطة تجاه الرأسمالية، إنها تؤيد حقوق الملكية الخاصة، ولكنها تساند مذهب مركزية الدولة وهيمنة جماعات المصلحة وتعادي المفاهيم الرأسمالية الخاصة بـعدم التدخل في الاقتصاد وأنظمة السوق الحر والتجارة الحرة والثقافة الفردية الاقتصادية والاستهلاكية والبرجوازية. وعلى غرار الماركسيين، يعتقد الفاشيون أن الصراع الطبقي صفة متأصلة في المجتمعات الرأسمالية ويسعون إلى إصلاحها عبر الوسائل الحكومية.

## الاقتصاد التشاركي والديمقراطية الشاملة
الاقتصاد التشاركي، الذي يختصر كثيرًا إلى باريسون، هو نظام اقتصادي مقترح يستخدم عملية باتخاذ القرارات التشاركية كآلية اقتصادية لتوجيه الإنتاج والاستهلاك وتوزيع الموارد في مجتمع معين. وتم تقديم هذا النظام كبديل لاقتصاديات السوق الرأسمالي المعاصرة، وكذلك كبديل للاشتراكية مركزية التخطيط، ويوصف بأنه «رؤية اقتصادية فوضوية»، بالرغم من إمكانية اعتباره أحد أشكال الاشتراكية المتفرعة من باريسون، حيث يمتلك وسائل الإنتاج الطبقة العاملة. وقد نشأت عن أبحاث الناشط وواضع النظريات السياسي مايكل ألبرت والاقتصادي الراديكالي روبن هانيل التي بدأت في فترة الثمانينيات والتسعينيات من القرن العشرين.
الديمقراطية الشاملة، كما يتخيلها تاكيس فوتوبولوس، هي ديمقراطية مباشرة. إنها نظرية سياسية ومشروع سياسي يطمح إلى تطبيق الديمقراطية المباشرة في جميع فروع الحياة الاجتماعية: الديمقراطية السياسية في شكل الاجتماعات المباشرة وجهًا لوجه التي تشكل تحالفًا والديمقراطية الاقتصادية في اقتصاد بلا دولة وبلا نقود وبلا سوق، والديمقراطية في الواقع الاجتماعي، مثلاً الإدارة الذاتية في أماكن العمل والتعليم، والديمقراطية الأيكولوجية التي تسعى إلى إعادة توحيد المجتمع والطبيعة. وهنا، يتخذ العامة جميع القرارات، ويمكن تلبية الاحتياجات الاقتصادية الأساسية للجميع بناءً على مقدار معين من العمل. ويمكن الحصول على السلع غير الضرورية الإضافية من خلال المشاركة بأكثر من الحد الأدنى المطلوب من العمل لتلبية الاحتياجات الأساسية للمجتمع. ويتسم هذا الأسلوب بأنه مناهض للرأسماليين بشكل واضح، كما أنه مناهض للسوق، إلى جانب غياب القدرة على تجميع الثروات حيث يكون دخل كل فرد لنفسه فقط، وبالتالي تجنب عدم توازن القوى المتأصل في النظام الرأسمالي.

## الدين

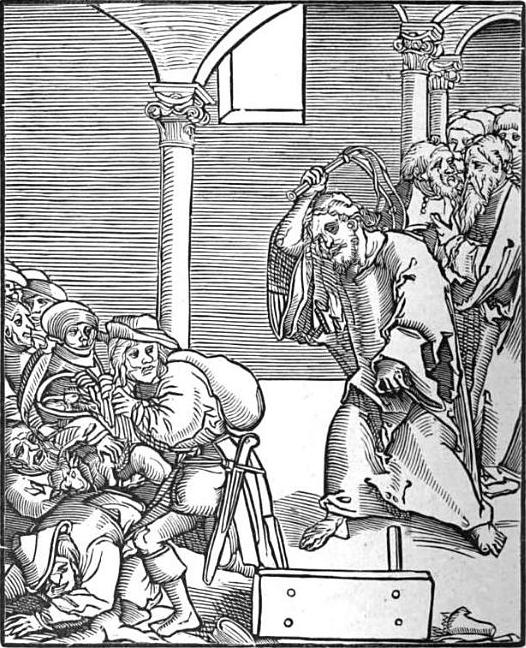

المسيح يطرد المرابين من المعبد، نقش خشبي لـلوكاس كراناتش الأكبر في قصص المسيح وأعداء المسيح.
تحرم الكنيسة الكاثوليكية الربا، ولكن مع الحركة الإصلاحية وثورتها ضد التعاليم العقائدية البابوية، ثم عصر التنوير ورفضه للتعاليم الأخلاقية البابوية، بدأت «أوروبا المسيحية» مع مرور الوقت تتقبل بعض أشكال الفوائد المدينة بحيث أتاحت حدوث بعض التغييرات الاجتماعية بعد استبدال النظام الإقطاعي بأشكال أخرى من الحكومات.
كانت المسيحية مصدر توجيه العديد من الانتقادات للرأسمالية، وخصوصًا جوانبها المادية.استمدت العديد من الحركات المبكرة والسابقة للاشتراكية فضلاً عن الحركات المتأخرة مبادئها من الإنجيل (انظر الاشتراكية الدينية والحركة الإنجيلية الاجتماعية) وضد «قيم» الاستغلالية والجشع والطمع واكتناز الأموال. ومع ذلك، هناك العديد من المسيحيين المحافظين في الولايات المتحدة الذين يؤيدون الرأسمالية في مقابل الاشتراكية العلمانية.
الإسلام يحرم إقراض الأموال بفائدة والأساليب الرأسمالية في استثمار الأموال؛ ولكن طورت البنوك الإسلامية طرقًا تمكنها من تحقيق ربح في المعاملات التي تنظم بشكل تقليدي من خلال الفائدة. وتتضمن هذه الطرق المضاربة والوديعة والمشاركة والمرابحة والإجارة.

## الاشتراكية

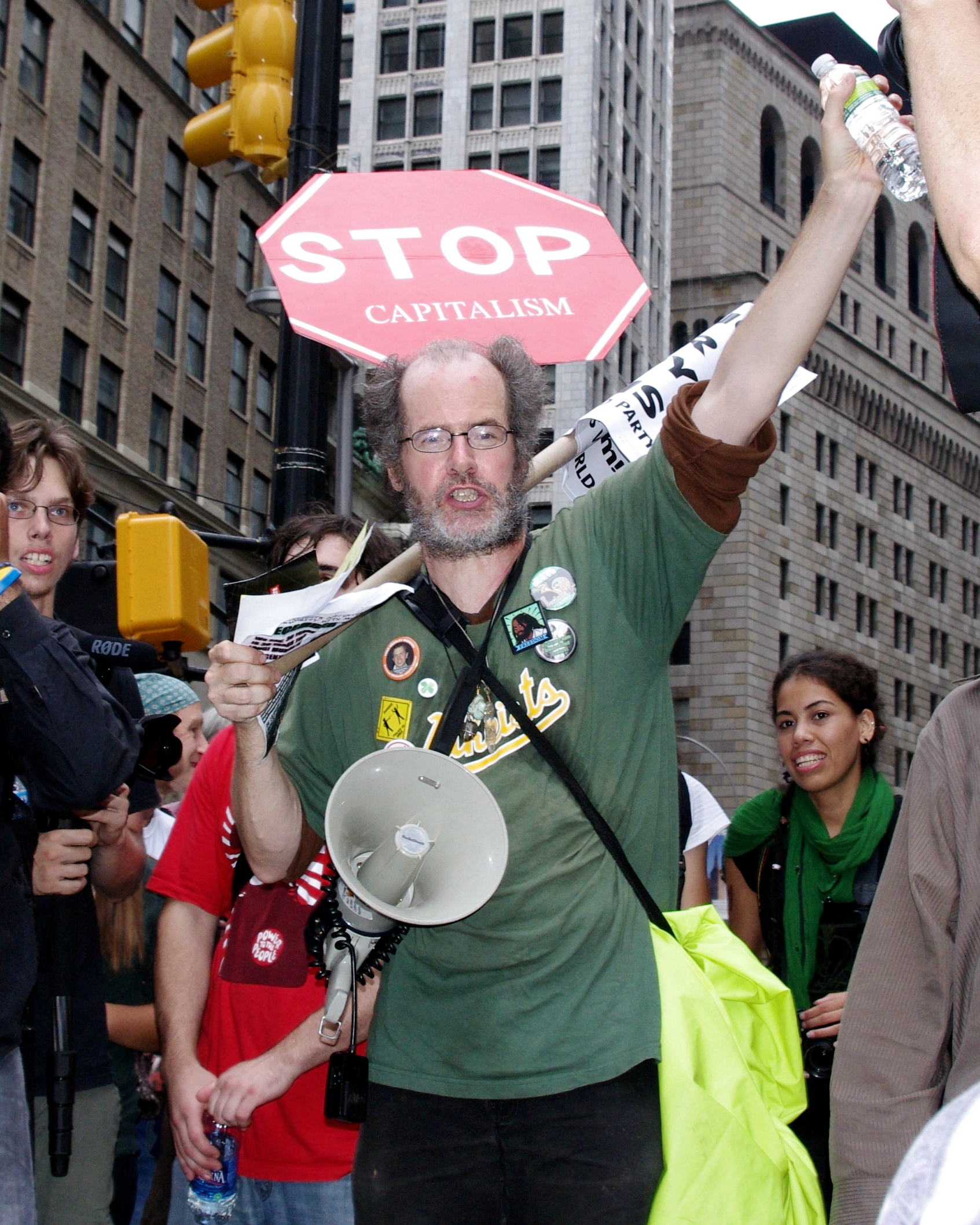
رجل في مسيرة مناهضة للرأسمالية مع أعضاء من منظمة الاشتراكيين الديمقراطيين في أمريكا في الحدث الاحتجاجي في احتلوا وول ستريت في 24 سبتمبر 2011تشمل

الاشتراكية العديد من نظريات التنظيم الاقتصادي التي تؤيد امتلاك العامة أو العامل المباشر لـوسائل الإنتاج وتوزيع الموارد وإدارتها، وإقامة مجتمع يتميز بالمساواة بين جميع أفراده في الوصول إلى الموارد، إلى جانب الأسلوب المساواتي في التعويض. يجادل الاشتراكيون من أجل التعاون/المشاركة أو الرقابة الحكومية على الاقتصاد أو «مفاتيح قيادة» الاقتصاد، إلى جانب الرقابة الديمقراطية للناس على الدولة، بالرغم من وجود بعض الفلسفات غير الديمقراطية. وتتعارض ملكية «الدولة» أو «تعاونيات العمال» بشكل جوهري مع الملكية «الخاصة» لـوسائل الإنتاج، التي تمثل العنصر المعرّف للرأسمالية. ويجادل معظم الاشتراكيين بأن الرأسمالية تركز القوة والثروة والربح بشكل غير عادل في يد قطاع صغير من المجتمع الذي يسيطر على رأس المال ويجمع ثروته عن طريق الاستغلال وقمع التقدم التكنولوجي والاقتصادي بالإبقاء على فوضوية الإنتاج.

### الفوضوية
يؤيد الاشتراكيون الفوضويون إلغاء الدولة بالكامل، إلى جانب أن معظم الفوضويين (بما فيهم المؤيدون لـالفوضوية اليسارية والفوضوية الاشتراكية والشيوعية الفوضوية) يعارضون الرأسمالية على أساس أنها تشمل الهيمنة الاجتماعية (عن طريق عدم المساواة في توزيع الثروات) والعلاقات الجبرية والتدرج الهرمي القهري (من خلال الضغط المدرك على الأفراد للمشاركة في العمل بأجر). وتعارض بعض أشكال الفوضوية مبادئ الرأسمالية ككل، في حين تدعم بعض المؤسسات المرتبطة بالرأسمالية، مثل الأسواق (مدعومة من بعض مؤيدي التكافل) ويصل البعض إلى حد دعم الملكية الخاصة (مدعومة من بعض الفوضويين الفرديين). وسيميز العديد من الفوضويين بين العملات اللامركزية باعتبارها طريقة عملية للتبادل داخل المجتمع في مقابل الرأسمالية كنظام استبدادي مفروض سياسيًا.

### الشيوعية
تختلف الشيوعية والماركسية والاشتراكية الثورية مع الرأسمالية والليبرالية الاقتصادية في مبادئ أساسية؛ حيث تؤيد الشيوعية الملكية المشتركة لكافة وسائل الإنتاج واتخاذ القرارات الاقتصادية في أي مجتمع، إلى جانب إلغاء الملكية الخاصة والحكومة. ويؤيد فريدرخ إنغلز، أحد واضعي النظرية الاشتراكية الحديثة إقامة مجتمع يسمح بانتشار استخدام التكنولوجيا الحديثة لتبرير النشاط الاقتصادي من خلال تقليل الفوضوية في إنتاج الرأسمالية. ويجادل الماركسيون بضرورة الملكية الجماعية لوسائل الإنتاج والقضاء على استثمار العمالة، وحل الدولة نهائيًا، هذا وتوجد مرحلة وسطى مدتها غير محددة ستستغل فيها الدولة للقضاء على آثار الرأسمالية. وقد ادعت بعض الدول الشيوعية أنها تخلصت من الرأسمالية، بالرغم من أنه بحكم التعريف هذه الدول رأسمالية.

## الحركة المناهضة للعولمة
إن الحركة المناهضة للعولمة هي حركة نشطاء على مستوى العالم تنتقد عولمة الرأسمالية. وينتقد النشطاء المناهضون للعولمة بشكل خاص الطبيعة غير الديمقراطية للعولمة الرأسمالية وترويج النيوليبرالية من جانب المؤسسات الدولية، مثل صندوق النقد الدولي (IMF) والبنك الدولي دون الاهتمام بالآثار المدمرة في الغالب للرأسمالية العالمية على الظروف المحلية. وغالبًا ما تقابل اجتماعات هذه المؤسسات بـاحتجاجات قوية.

## كتابات أخرى
- The Anti-Capitalist Dictionary by David E Lowes 2006, London: Zed Books
- "Anti-Capitalism : A Guide To The Movement"

## وصلات خارجية
- دليل لحركة مناهضة الرأسمالية، League for the Fifth International
- Infoshop.org Anarchists Opposed to Capitalism, Infoshop.org
- How The Miners Were Robbed 1907 anti-capitalist pamphlet hosted at EconomicDemocracy
- Sam Ashman "The anti-capitalist movement and the war" صحيفة الاشتراكي الدولي (International Socialist Journal) عام 2003
- Marxists Internet Archive
- Dr. Wladyslaw Jan Kowalski Anti-Capitalism: Modern Theory and Historical Origins
- مناهضة الرأسمالية كإيديولجيا وكحركة، Libcom.org
- دراسات في مناهضة الرأسمالية
- Capitalism/Anticapitalism: مسح وعرض